# Andreas Huyssen
Andreas Huyssen (Alemanya, 1942) és un Catedràtic de Filologia germànica i Literatura comparada de la Universitat de Colúmbia. Com a docent i investigador, ha centrat la seva recerca en la literatura i la cultura germànica dels segles XVII-XX, i l'anàlisi crítica de la contemporaneïtat, abordant temàtiques com la postmodernitat i la memòria cultural en els conflictes polítics internacionals. En aquest darrer camp ha estat un autor de referència en l'estudi dels processos de construcció de memòria col·lectiva, i s'ha centrat especialment en el cas d'Alemanya i l'Argentina. El seu reconeixement internacional l'ha dut a participar en nombroses conferències i els seus llibres han estat traduïts a diverses llengües. Entre les publicacions més destacades trobem Después de la gran división: modernismo, cultura de masas, posmodernismo (Indiana University Press, 1986), Twilight Memories: Marking Time in a Culture of Amnesia (Routledge, 1995), Present Pasts: Urban Palimpsests and the Politics of Memory (Stanford University Press, 2003) i el seu darrer treball Modernismo después de la posmodernidad (Gedisa, 2010).